# Волкојанево
Волкојанево или Влкојанево (грч. Λύκοι, Лики) је насељено место у општини Воден у периферији Средишња Македонија, Грчка. Према попису из 2021. године било је 74 становника.
Према бугарском географу и историчару, Василу Канчову, у Волкојаневу је 1900. године живело 300 Словена хришћана. Године 1924. насељене су грчке избегличке породице, укупно 92 особе. На попису из 1928. године у Волкојаневу је било 228 становника. За време Грчког грађанског рата село је доста страдало, а становништво расељено. После рата део мештана се вратио и обновио село, које је 1951. године имало 114 становника